# Skrewdriver
Skrewdriver byla anglická, původně punk-rocková, později neonacistická hudební skupina založená roku 1976 Ianem Stuartem Donaldsonem v Poulton-le-Fylde. Byla první neonacistická rocková kapela, která hrála klíčovou roli v ultrapravicovém hnutí Rock Against Communism.
Ian Stuart Donaldson založil kapelu po zhlédnutí koncertu Sex Pistols. Původní kapela hrála klasický punk rock. Skupina hrála až do roku 1979 a byla znovu obnovena o pět let později roku 1982. Obnovený Skrewdriver už byl spojen s Donaldsonem založenou neonacistickou organizací Blood and Honour.

## Členové
Originální složení členů:
- Ian Stuart Donaldson - zpěv, kytara
- Phil Walmsley – kytara
- Ron Hartley – kytarista
- Kev McKay – basová kytara
- John „Grinny“ Grinton – bicí

## Diskografie
- All Skrewed Up (Chiswick Records 1977)
- Hail the New Dawn (Rock-O-Rama Records 1985)
- Blood & Honour (Rock-O-Rama Records 1986)
- White Rider (Rock-O-Rama Records 1987)
- We’ve got the Power (Live) (Viking Records 1988)
- After the Fire (Rock-O-Rama Records 1988)
- Warlord (Rock-O-Rama Records 1989)
- The Early Years vol 1 & 2 (Rock-O-Rama Records 1989)
- The Strong Survive (Rock-O-Rama Records 1990)
- Live & Kicking (Rock-O-Rama Records 1990)
- Freedom, What Freedom? (Rock-O-Rama Records 1992)
- Hail Victory (Rock-O-Rama Records 1994)